# Тохану Ноу (Брашов)
Тохану Ноу (рум. Tohanu Nou) насеље је у Румунији у округу Брашов у општини Зарнешти. Oпштина се налази на надморској висини од 692 m.

## Становништво
Према подацима из 2002. године у насељу је живело 1411 становника.

### Попис2002.
| Расподела становништва по националности 2002.‍ | Расподела становништва по националности 2002.‍ | Расподела становништва по националности 2002.‍ | Расподела становништва по националности 2002.‍ | Расподела становништва по националности 2002.‍ |
| --------------------------------------------- | --------------------------------------------- | --------------------------------------------- | --------------------------------------------- | --------------------------------------------- |
|                                               |                                               |                                               |                                               |                                               |
| Румуни                                        | Румуни                                        |                                               | 1.405                                         | 99,6%                                         |
| Мађари                                        | Мађари                                        |                                               | 5                                             | 0,4%                                          |